# Gymnoclytia unicolor
Gymnoclytia unicolor là một loài ruồi trong họ Tachinidae.